# Modo frigio
Nella teoria musicale, il modo frigio è uno dei tre seguenti modi, fra di loro storicamente interconnessi:
- il modo frigio della musica greca antica, una delle harmonìai, ovvero un comportamento melodico costruito a partire da intervalli scomposti e la scala ad esso associata
- il modo frigio della musica medievale, uno dei modi ecclesiastici
- il modo frigio della moderna modalità, ovvero una scala diatonica di note naturali che va da un mi al mi successivo, o una trasposizione a un'altra tonica di tale struttura.